# Purtse jõgi
Purtse jõgi är ett vattendrag i Estland. Det ligger i den nordöstra delen av landet, 130 km öster om huvudstaden Tallinn.